# Ришард Стаднюк
Ришард Стаднюк (пол. Ryszard Stadniuk, 27 жовтня 1951) — польський академічний веслувальник.
Бронзовий призер Олімпійських Ігор 1980 року в складі розпашної четвірки зі стерновим, учасник 1976 року.
Срібний призер Чемпіонату світу 1975 року в складі розпашної двійки зі стерновим.